# ウィレム・バイテウェッヘ
ウィレム・バイテウェッヘ（Willem Pieterszoon Buytewech、 1591年か1592年生まれ、1624年9月23日没）はオランダの黄金時代の画家、版画家である。明るい雰囲気の風俗画を描き、同時代人から「陽気なウィレム(Gheestige Willem)」と呼ばれた。

## 略歴
ロッテルダムの靴職人、ロウソク職人の息子に生まれた、ハールレムで商人の見習いをしたが、画家になり1612年に聖ルカ組合に加入が認められた。ハールレムの組合にはその2年前にフランス・ハルスが加入しており、バイテウェッヘとともにヘルクレス・セーヘルスやエサイアス・ファン・デ・フェルデも同じころに組合に加盟した。バイテウェッヘはフランス・ハルスの作品をもとに版画の下絵などを多く描いていて、ハルスの影響を受けていたとされる。1613年11月に、名門の娘と結婚して、ロッテルダムに戻った。ロッテルダムではヘンドリック・マルテンスゾーン・ソルフ(Hendrik Martenszoon Sorgh: c.1610-1670)や ヘルマン・ファン・スワーネフェルト(Herman van Swanevelt: 1603-1655)が弟子であったとされる。
版画の下絵の風景画、風俗画を多く描いた。8点しか現代に伝わっていない油絵はすべて風俗画で、集まって談笑する陽気な仲間を題材にしている。
32歳か33歳でロッテルダムで死去した。没後生まれた息子、ウィレム・ウィレムスゾーン・バイテウェッヘ(Willem Willemsz. Buytewech :1625–1670)も画家になった。

## 作品

### 油絵

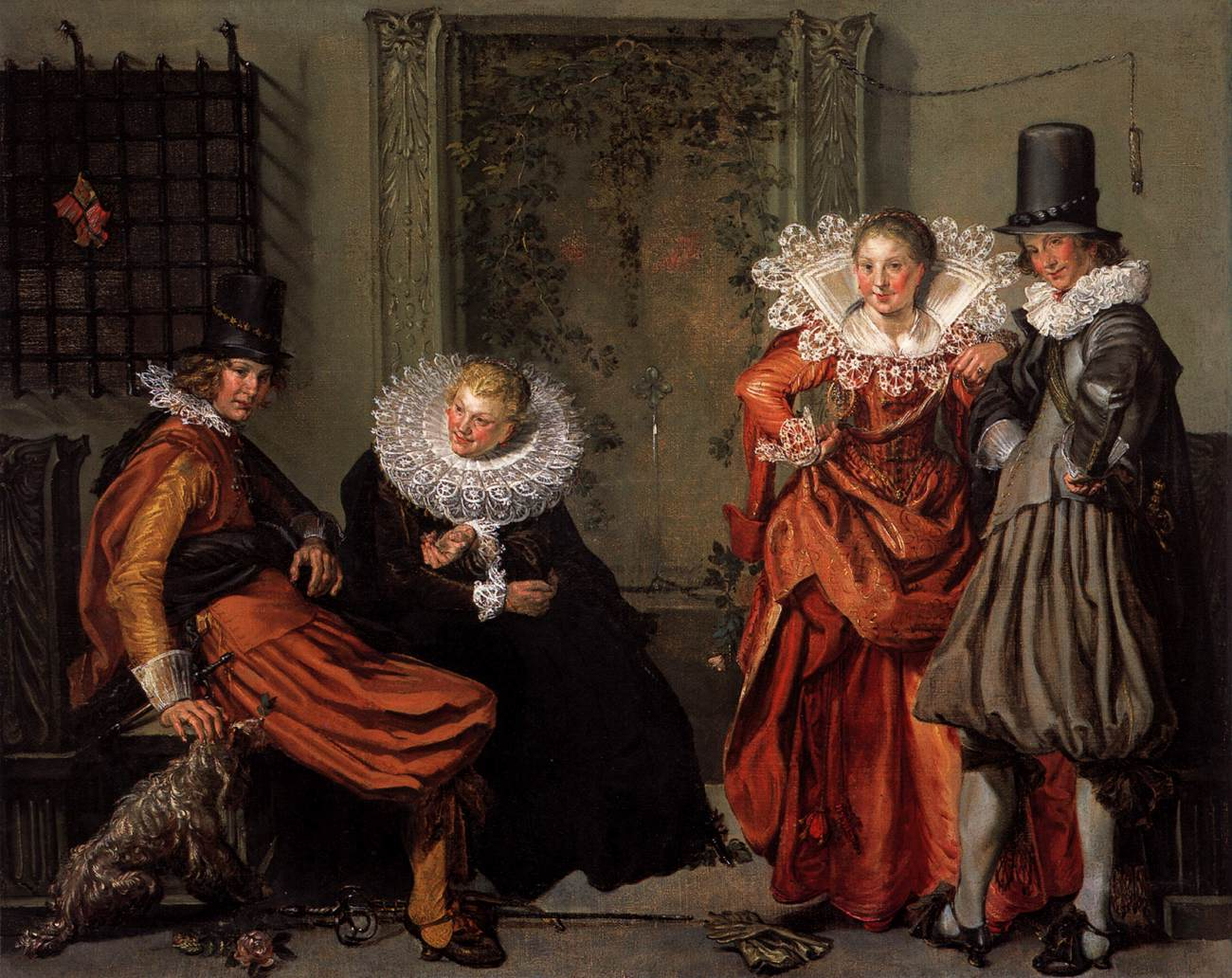
「堂々と婚姻の承諾を得るカップル」、アムステルダム国立美術館蔵
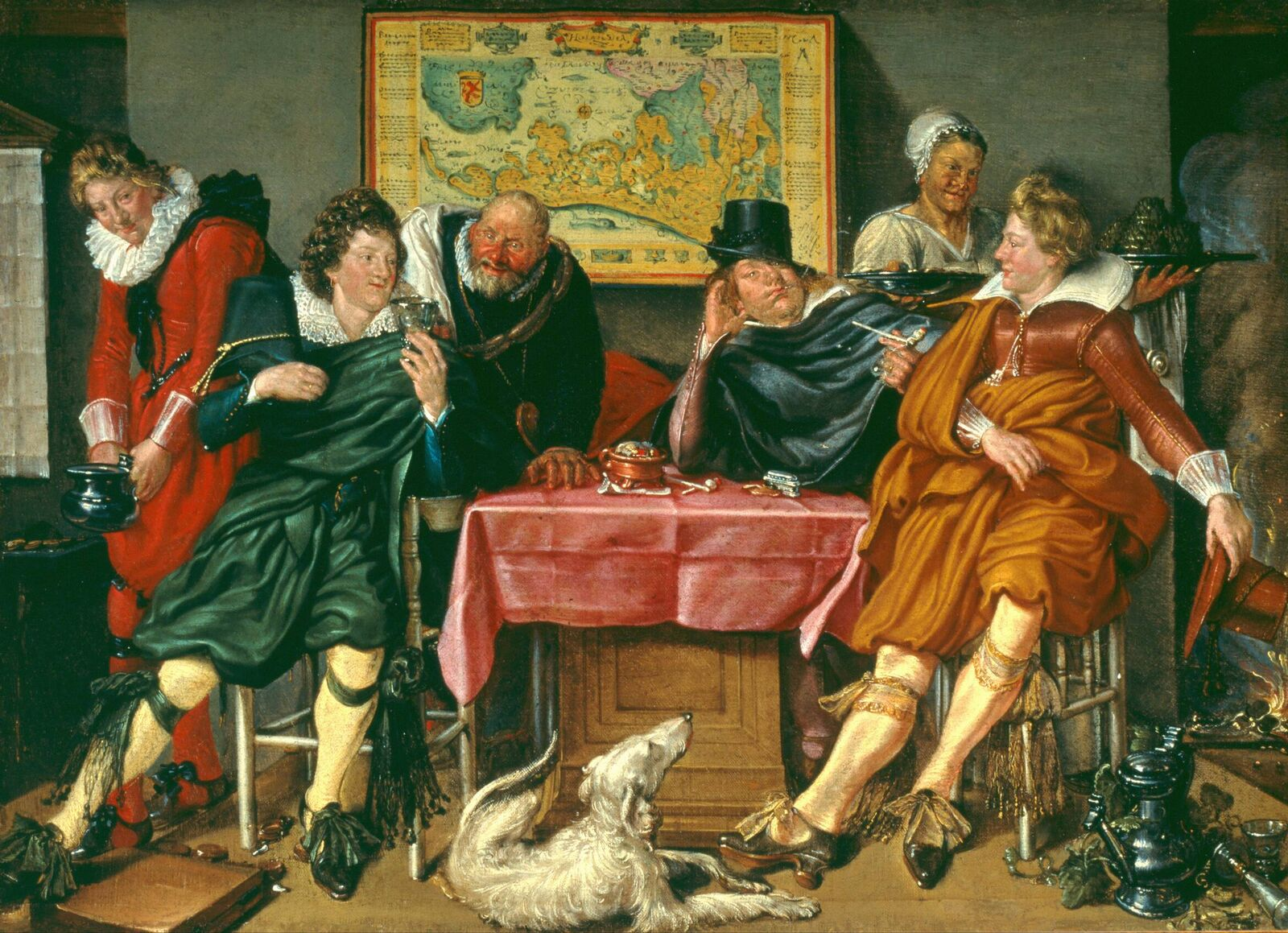
楽しい仲間たち、ボイマンス・ヴァン・ベーニンゲン美術館蔵
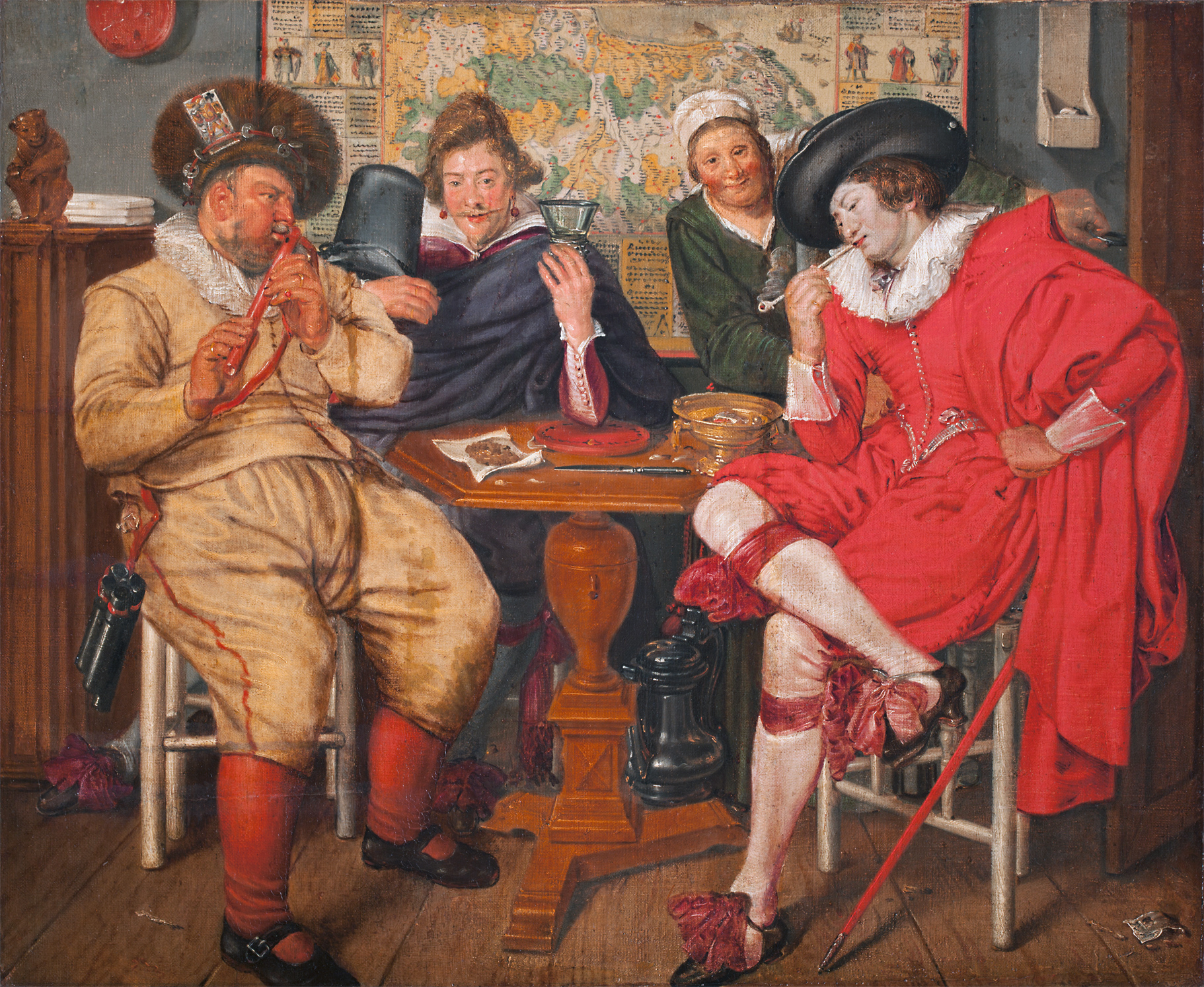
楽しい仲間たち、ブレディウス美術館蔵

### 版画・素描

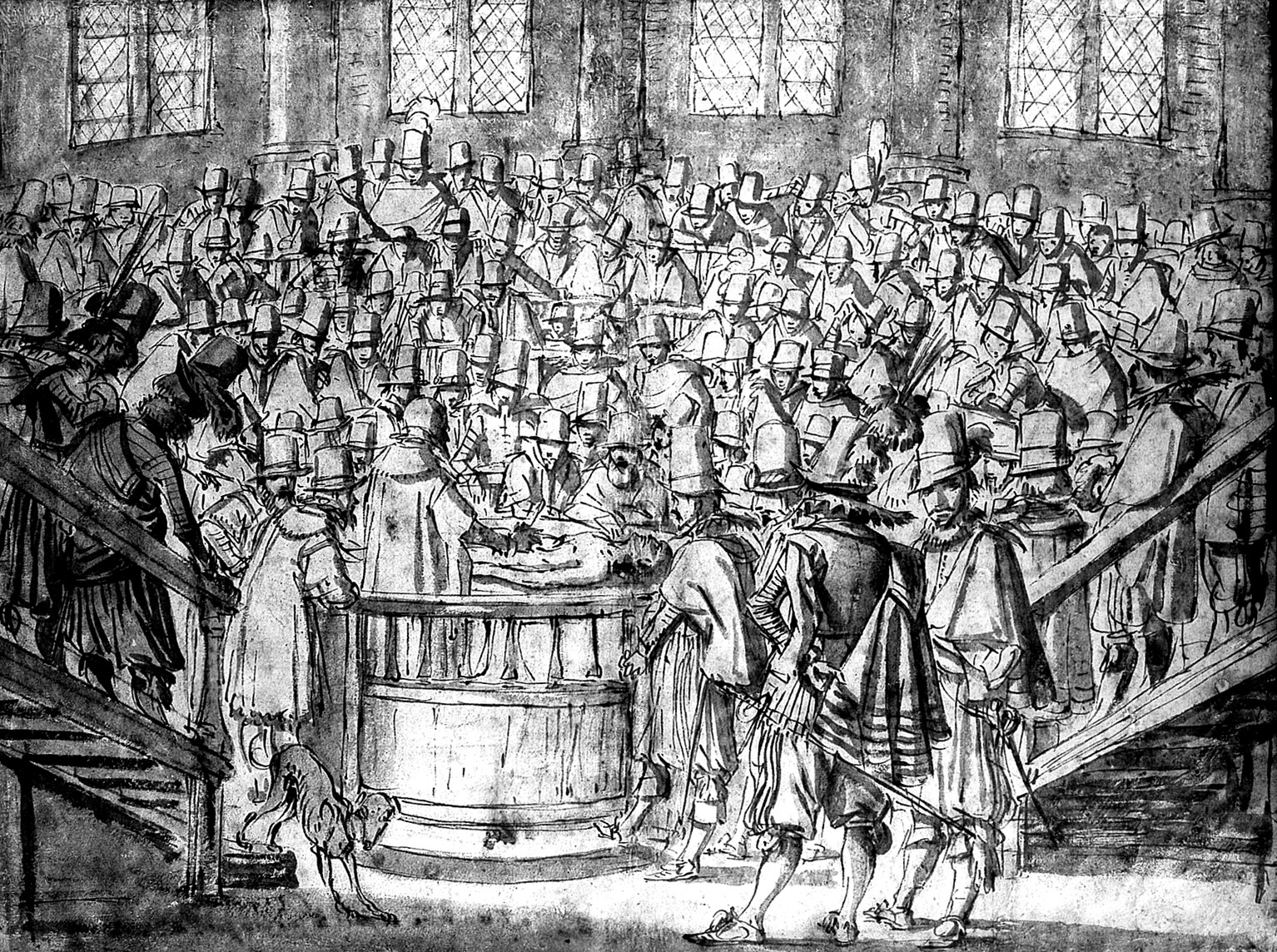
ライデンの解剖劇場
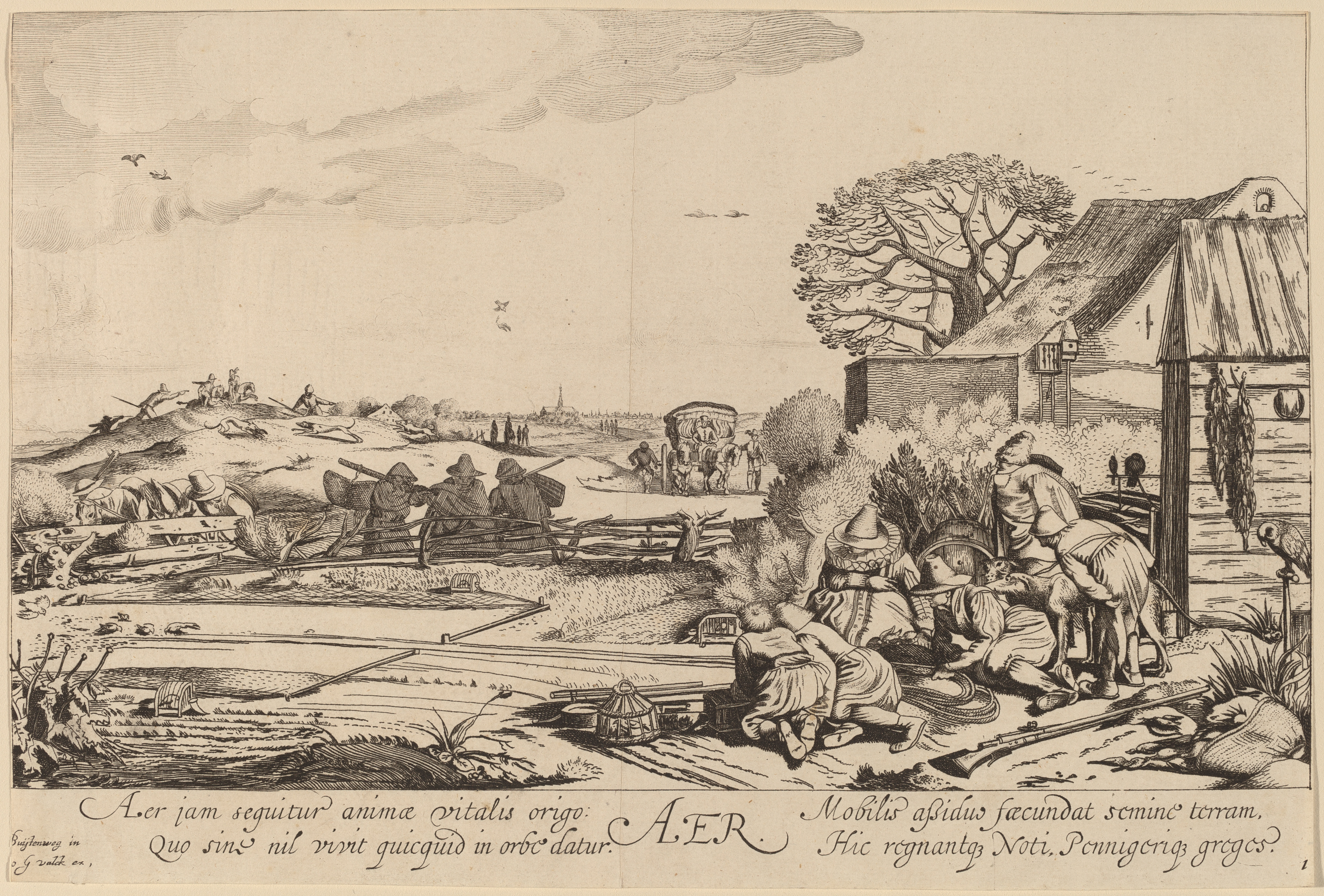
バイテウェッヘの元絵による版画
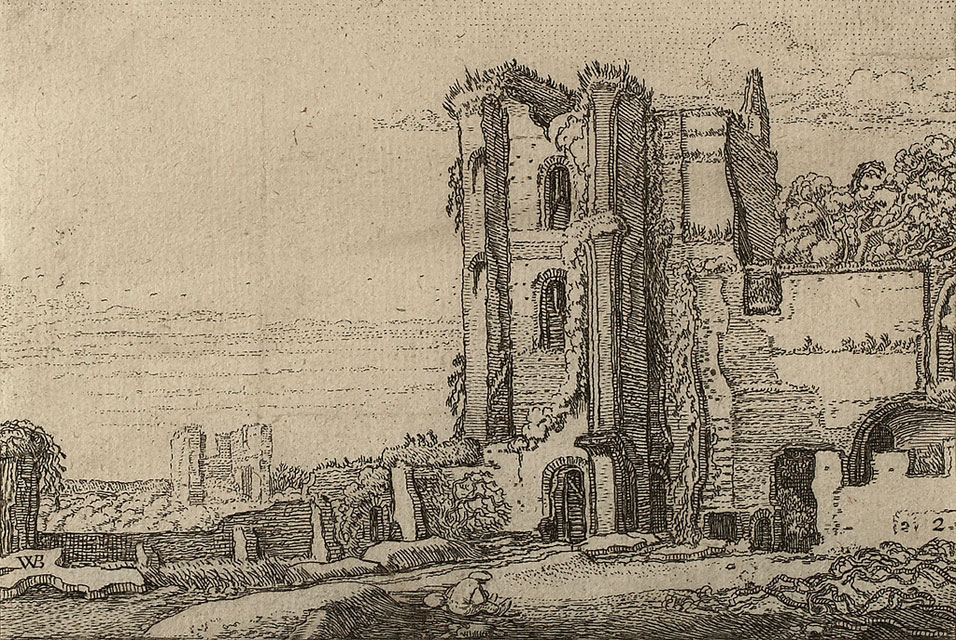
バイテウェッヘの元絵による版画